# Joe Albany
Joseph Albany, detto Joe (Atlantic City, 24 gennaio 1924 – New York, 12 gennaio 1988), è stato un pianista statunitense.

## Discografia parziale
- The Right Combination (Riverside, 1957), con Warne Marsh e Bob Whitlock
- Joe Albany at Home (Revelation, 1972)
- Proto–Bopper (Spotlite, 1972), con Bob Whitlock
- Joe Albany at Home (Spotlite, 1973)
- Birdtown Birds (SteepleChase/Inner City, 1973), live
- Two's Company (SteepleChase, 1974; Inner City, 1976), con Niels-Henning Ørsted Pedersen
- Joe Albany & Joe Venuti (Horo, 1974; Parlaphone, 1977), con Joe Venuti
- This Is for My Friends (Musica, 1976)
- Plays George Gershwin & Burton Lane (Musica, 1977)
- The Albany Touch (SeaBreeze, 1977; Interplay, 1979), con Art Davis e Roy Haynes
- Live in Paris (Fresh Sound, 1977) con Alby Cullaz, Aldo Romano
- Bird Lives! (Storyville, 1979) con Art Davis, Roy Haynes
- Portrait of an Artist (Elektra, 1982), con George Duvivier, Charlie Persip e Al Gafa